# RG-42

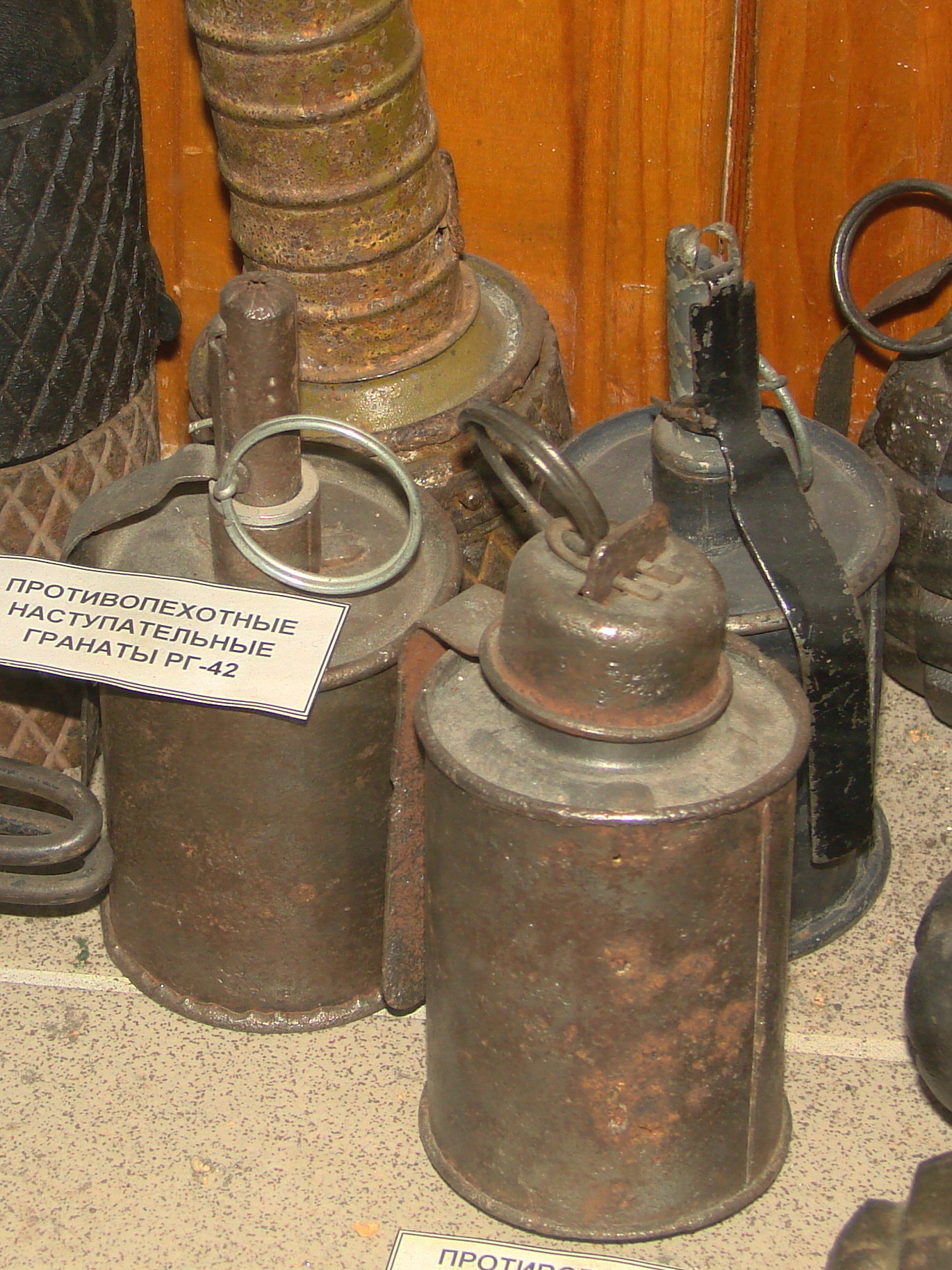
Lựu đạn RG-42

RG-42 là một loại lựu đạn cầm tay do Liên Xô sản xuất từ năm 1942.Đây là một loại vũ khí trang bị cho cá nhân, nổ phân mảnh và được Hồng quân Liên Xô sử dụng phổ biến trong Chiến tranh thế giới thứ hai.Nó tiếp tục được Liên Xô và đồng minh sử dụng sau chiến tranh.RG-42 có tổng khối lượng 420 g trong đó có 120 g thuốc nổ TNT ở lõi,có dạng hình trụ,sử dụng ngòi nổ UZRGM tiêu chuẩn và nó cũng được lắp đặt trên các loại lựu đạn khác của Liên Xô như F1, RG-41, RGO-78, RGN-86 và RGD-5.Lựu đạn có thể được ném ở khoảng cách 35-40 mét và có bán kính sát thương hiệu quả là khoảng 10 mét. Thời gian phát nổ sau khi giật kíp là 3,2 đến 4,2 giây.RG-42 sau này trở thành nguyên mẫu để chế tạo ra lựu đạn RGD-5 có hình dáng nhỏ gọn hơn.
Lựu đạn RG-42 thường được trang bị cho các lực lượng vũ trang,bán vũ trang cộng sản trên toàn thê giới và được phổ biến trong Chiến tranh thế giới thứ hai, Chiến tranh Triều Tiên, Chiến tranh Đông Dương, Sự kiện Vịnh Con Lợn, Xung đột biên giới Trung-Xô, Chiến tranh Việt Nam, Chiến tranh biên giới Việt-Trung, Chiến tranh biên giới Tây nam Việt Nam v.v....Ngày nay,nhiều tổ chức khủng bố,li khai và các tổ chức hồi giáo cực đoan vẫn sử dụng lựu đạn RG-42 do đặc điểm dễ sản xuất và sử dụng.